# Carlos Enrique Estrada
Carlos Enrique Estrada Mosquera (Tumaco, 1º novembre 1961) è un ex calciatore colombiano, di ruolo attaccante, eletto nel 2008 tra i migliori quaranta giocatori della storia del campionato colombiano di calcio dalla Dimayor.

## Caratteristiche tecniche
Soprannominato la gambeta dal telecronista sportivo Mario Alfonso Escobar per il suo talento nel dribbling, spesso effettuava giocate ad alto tasso tecnico per eludere gli avversari.

## Carriera

### Giocatore

#### Club
Arrivato al Deportivo Cali, allenato da Vladimir Popović, nel 1984, formò, con Bernardo Redín e Carlos Valderrama, un trio creativo in campo. Una volta lasciata la società, si trasferì al Millonarios nel 1987, dato che la precedente squadra non era riuscita ad andare oltre il secondo posto in campionato nelle annate precedenti. Nella nuova compagine vinse il titolo nazionale alla sua prima stagione, rimanendo poi in rosa fino al 1989; nel 1992, in seguito a un grave infortunio subìto durante la Copa América 1991, la sua carriera fu a rischio, ma riuscì a riprendersi e a tornare a giocare. Smise poi definitivamente nel 1995.

#### Nazionale
Ha giocato dodici volte per Nazionale di calcio della Colombia, partecipando al campionato del mondo 1990 e alla Copa América di Cile 1991, senza mai segnare.

### Allenatore
Nel 2009 fu assunto come allenatore del Deportes Palmira, squadra che prendeva parte alla Categoría Primera B, ma si dimise quando nei quadrangolari semifinali del Torneo Apertura assommò sei sconfitte consecutive; nel secondo semestre dell'anno fu dunque ingaggiato dall'Alianza Petrolera.

## Palmarès

### Giocatore

#### Club

##### Competizioni nazionali
- Campionato colombiano: 2

Millonarios: 1987, 1988